# Chalawan
Chalawan — викопний рід мезоевкрокодилових фолідозавридів, відомих з пізньої юрської або ранньокрейдової формації Фу Крадунг провінції Нонгбуалампху, північно-східний Таїланд. Він містить один вид, Chalawan thailandicus з Chalawan shartegensis як можливий другий вид. Згаданий черепний матеріал передбачає можливу довжину черепа 1,1 м. Ціла тварина могла досягати довжини тіла понад 10 м, хоча інші оцінки свідчать про 7—8 м.

## Історія відкриття
Першою скам'янілістю чалавану була майже повна нижня щелепа, видобута на початку 1980-х років у зрізі скелі, що створили задля будівництва дороги, поблизу міста Нонгбуалампху, Таїланд, у верхній частині формації Фу Крадунг. Ця нижня щелепа спочатку була відома за задньою частиною кістки, описаною і названою Еріком Буффето та Ручею Інгаватом у 1980 році як новий вид гоніофолідид Sunosuchus — Sunosuchus thailandicus. Незабаром після цього було знайдено та описано більше матеріалу того ж зразка.